# Zoltán Vörös
Zoltán Vörös; także Zolival Vörös lub Zoli Vörös (ur. 14 listopada 1978) – węgierski kulturysta, okazjonalnie fotomodel.

## Biogram
Spędził blisko rok w wojsku w celu uzyskania uprawnień żołnierza, lecz jego dalsze plany uległy zmianom. Następnie zaczął regularnie uczęszczać na siłownię. Treningi siłowe rozpoczął w połowie lat dziewięćdziesiątych, a szczególnie upodobał sobie wyciskanie na płaskiej ławeczce oraz w ćwiczenia z hantlami.
Początkowo nie myślał poważnie o karierze kulturystycznej, jednak tą ścieżką ostatecznie podążył. W 1992 rozpoczął trening. W 1996 po raz pierwszy wziął udział w zawodach.
Pierwsze sukcesy w tym sporcie zaczął odnosić na przełomie tysiącleci. W 2002 roku zajął pierwsze miejsce w kategorii wagowej + 80 kg podczas zmagań MLO Olimpia, zwyciężył również zawody Superbody oraz Mátra Cup. W 2006 zdobył czwarte miejsce w New York Night of Champion. W 2009 zdobył złoty medal w trakcie Mistrzostw Świata federacji WABBA. 
Pracował jako ochroniarz w klubie nocnym w austriackim Mattersburgu. Jego trenerem był László Mazaga; a sponsorem firma Scitec Nutrition.
Wystąpił w głównej roli w filmie treningowym Támádas (2007), wyprodukowanym przez portal BB.TV przy współpracy z firmą Scitec Nutrition i magazynem Muscular Development, a także pojawił się w dramacie krótkometrażowym Sintér (2014).

## Osiągnięcia sportowe
| Rok  | Konkurencja                                                        | Wysokość / Waga klasyfikacja | Miejsce |
| ---- | ------------------------------------------------------------------ | ---------------------------- | ------- |
| 2001 | Superbody Championships (Budapeszt, Węgry)                         |                              | 4.      |
| 2002 | Superbody Championships (Budapeszt, Węgry)                         |                              | 1.      |
| 2002 | Mátra Cup (Mátra, Węgry)                                           |                              | 1.      |
| 2002 | MLO Olimpia (Węgry)                                                | + 80 kg                      | 1.      |
| 2004 | European Amateur Championships, federacja IFBB (Budapeszt, Węgry ) | superciężka                  | 4.      |
| 2005 | World Amateur Championships, fed. IFBB (Budapeszt, Węgry)          | superciężka                  | 2.      |
| 2005 | Bavarian Rock-lifting Competition (Austria)                        |                              | 1.      |
| 2006 | Night of Champions, fed. PDI (Nowy Jork, USA)                      |                              | 4.      |
| 2007 | French Night of Champions, fed. PDI (Marsylia, Francja)            |                              | 4.      |
| 2007 | Norway Battle of Giants Pro (Oslo, Norwegia)                       |                              | 4.      |
| 2009 | World Championships, fed. WABBA (Budapeszt, Węgry)                 | wysokich zawodników          | 1.      |
| 2009 | Norway Battle of Giants Pro (Oslo, Norwegia)                       |                              | 4.      |

## Detale
| - wzrost: 184 cm - waga: 135 kg - waga w sezonie: 120 kg - biceps: 55 cm - przedramię: 45 cm - udo: 77 cm | - łydka: 50 cm - nadgarstek: 19 cm - kostka: 26 cm - kolor oczu: zielone - kolor włosów: czarne |